# Земская реформа

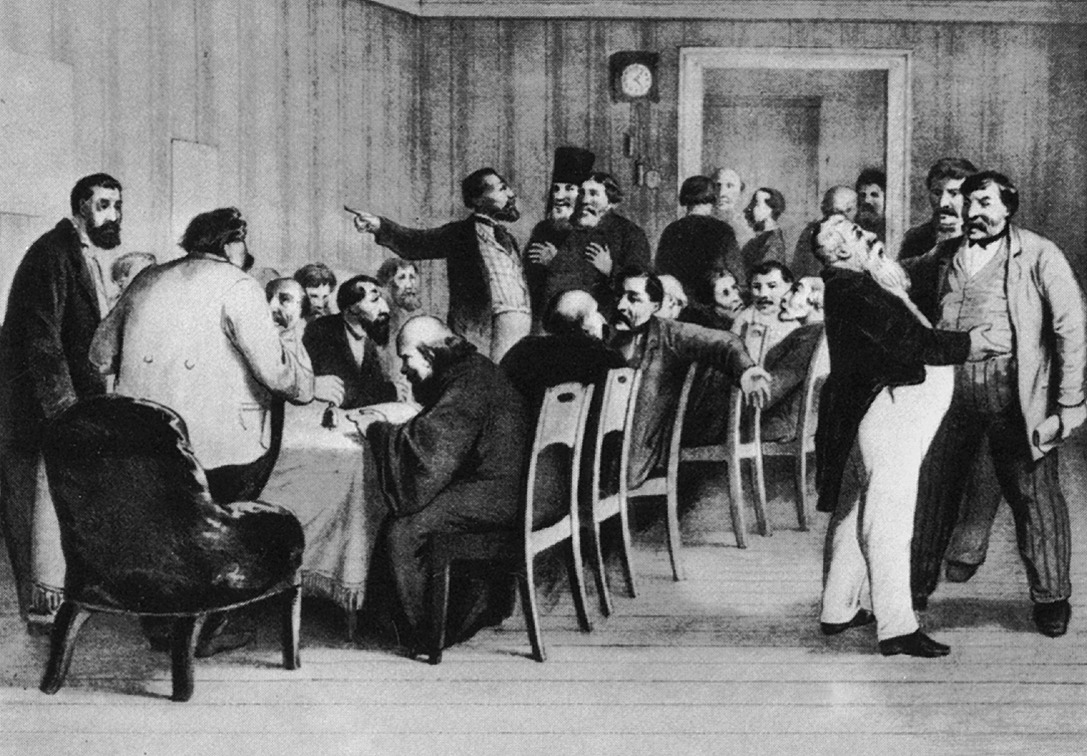
Земское собрание в провинции
(гравюра 1865 года)

Зе́мская реформа — одна из либеральных «великих реформ» Александра II, предусматривавшая создание системы местного самоуправления в сельской местности — земских учреждений или просто земства.
Главным актом реформы стало издание 1 января 1864 года Положения о губернских и уездных земских учреждениях. По мнению части историков, эта реформа стала наиболее успешной, так как повысила прибыльность губерний в несколько раз.

## Создание
Проект земской реформы разрабатывался с 1859 года комиссией при министерстве внутренних дел (председатель Н. А. Милютин, с 1861 года — П. А. Валуев). Реформаторы стремились заменить систему бюрократического управления в областных учреждениях, при которой областная жизнь управлялась директивами из центра, что вело к ошибочным и запоздалым решениям. Главным аргументом в поддержку реформы было убеждение, что местные условия хорошо знают все жители региона, а посылаемые чиновники точно осуществляют программу, полученную в центре, без учёта местной специфики. «Положение» 1864 года отразило различные интересы дворянских групп.

## Содержание реформы
В ходе реформы создавались губернские и уездные земские собрания и земские управы — и те, и другие выборные, на началах бессословности. Избиратели делились на 3 курии: уездных землевладельцев, городских избирателей и выборных от сельских обществ. Правом участия в выборах по 1-й курии пользовались владельцы не менее чем 200 дес. земли, владельцы промышленных, торговых предприятий или др. недвижимого имущества на сумму не ниже 15 тыс. руб. или приносящего доход не менее 6 тыс. руб. в год, а также уполномоченные от землевладельцев, обществ и учреждений, владевших не менее 1/20 ценза 1-й курии. Избирателями городской курии были лица, имевшие купеческие свидетельства, владельцы предприятий или торговых заведений с годовым оборотом не ниже 6 тыс. руб., а также владельцы недвижимой собственности на сумму от 500 руб. (в небольших городах) до 3 тыс. руб. (в крупных городах). Выборы по крестьянской курии были многостепенными: сельские общества выбирали представителей на волостные сходы, те — выборщиков, а последние — гласных в уездное земское собрание.
Губернские и уездные земские управы состояли из 6 человек, назначаемых земскими собраниями. Собрания созывались один раз в год, но в чрезвычайных ситуациях могли собираться и чаще. Управы работали на постоянной основе. Собрания давали распоряжения и контролировали их выполнение, а управы собственно занимались выполнением решений. Председателями губернских и уездных съездов были предводители дворянства.
Земские собрания и управы были лишены права как учреждения общаться между собой, они не имели принудительной власти, так как полиция им не подчинялась; их деятельность контролировалась губернатором и министром внутренних дел, имевшими право приостанавливать исполнение любого постановления земского собрания.
Земские собрания и управы ведали местными хозяйственными делами: содержанием путей сообщения; строительством и содержанием школ и больниц; наймом врачей и фельдшеров; устройством курсов для обучения населения и устройством санитарной части в городах и деревнях; «попечением» о развитии местной торговли и промышленности, обеспечением народного продовольствия (устройством хлебных складов, семенных депо); заботой о скотоводстве и птицеводстве; взиманием налогов на местные нужды и т. п.

## Реализация и влияние
Земская реформа проводилась не повсеместно и не одновременно. К концу 1870-х годов земства были введены в 34 губерниях Европейской России, в Бессарабии и в области Войска Донского (где в 1882 году ликвидированы). Позже земские органы появились на окраинах: в Ставропольской, Астраханской, Оренбургской губерниях. Многие национальные и другие районы Российской империи земств не имели. Закон о земстве в западных губерниях был принят лишь в 1911 году.
Земская реформа содействовала развитию местной инициативы, хозяйства и культуры. В период контрреформ многие достижения земской реформы были урезаны по Земскому положению 1890 года.
В Сибири земство было введено только в 1917 году Временным правительством, хотя вопрос о введении земства в Сибири неоднократно поднимался в Государственной думе. Просуществовав в Сибири 1,5-2 года, земство уже стало никому не нужным и бесполезным явлением, не принеся никакой пользы сельским обывателям.